# ويلو سبرينغز (ويسكونسن)
ويلو سبرينغز (بالإنجليزية: Willow Springs, Wisconsin)‏ هي بلدة تقع بولاية ويسكونسن في الولايات المتحدة. تبلغ مساحتها 125 (كم²)، وترتفع عن سطح البحر 277 م، بلغ عدد سكانها 632 نسمة في عام 2000 حسب إحصاء مكتب تعداد الولايات المتحدة وتصل الكثافة السكانية فيها 5.1 نسمة/كم2.

## وصلات خارجية
- The US50 - Cities and Towns in Wisconsin State
- Wisconsin Cities and Towns, Facts, Map, Flag, Colleges, Government, and More